# 傑克遜維爾鎮區 (北卡羅萊納州昂斯洛縣)
傑克遜維爾鎮區（英語：Jacksonville Township）是位於美國北卡羅萊納州昂斯洛縣的一個鎮區。

## 地方資料
傑克遜維爾鎮區的面積為281.27平方千米，皆為陸地。根據2020年美國人口普查的數據，當地共有人口69725人，而人口密度為每平方千米247.89人。